# Hypotrachyna indica
Hypotrachyna indica é uma espécie de líquen da família Parmeliaceae. Foi descrito cientificamente em 2011.